# しおかわ雲丹
しおかわ 雲丹（しおかわ うに、1993年8月2日 - ）は、日本のAV女優。アルシェ所属。

## 略歴
2022年6月にAVデビュー。AVデビューのきっかけはご主人様に出ろと言われたこと。奴隷契約書を毎年PDF3枚くらい書いて契約しており、AVデビュー作はその奇妙な経緯をそのままタイトルにしたもの。生粋のマゾを自認しており、浅井心晴にはメンタルマゾと分析されている。特徴的な芸名は事務所社長がつけたものだが名前に「雲」の字を入れたのは本人の希望。猫と爬虫類を飼っており爬虫類カフェを開くのが将来の夢。

## 作品

### アダルトビデオ
- 絶対服従いいなりM奴隷美女 ご主人様の命令でAVデビュー（6月14日、アイデアポケット）
- 喉椿 しおかわ雲丹（7月26日、えむっ娘ラボ）
- 鍛え抜かれた至高の乳首 しおかわ雲丹（9月27日、えむっ娘ラボ）
- 母さん。おっぱい、吸わせてよ。乳首NTR しおかわ雲丹（10月25日、ダスッ!）
- 催眠レ×プで性奴隷と化していた―ワタシ。しおかわ雲丹（11月8日、Hunter）
- わたしの豚ヅラ、見てください。しおかわ雲丹（12月2日、ドリームチケット）

- 縄酔い人妻 緊縛願望と奴隷志願の女 しおかわ雲丹（2月14日、AVS collector’s）
- THEドキュメント 本能丸出しでする絶頂SEX ドマゾ奴隷妻勃起乳首快楽失禁調教 しおかわ雲丹（2月21日、美人魔女/エマニエル）
- 緊縛NTR 夫の目の前で縛られ獣化するドスケベ妻 しおかわ雲丹（2月21日、ドグマ）
- 被虐懇願エステルーム ～甚振られるほど恍惚な表情を浮かべるドM変態セラピスト～（2月28日、Hunter）
- 性処理玩具になりたい言いなり変態マゾ奴● 美顔崩壊ザーメンまみれ乳首責めで失禁する下品なマ●コに連続種付けガチ中出し 雲丹（2月28日、毒宴会）
- エロ人妻のち●ぽ狩りセックス 見ず知らずの勃起マラが好き しおかわ雲丹（3月9日、センタービレッジ/極）
- 同じマンションに住む無防備な透けパン美尻女を襲って浣腸をぶち込んだら我慢できず着衣噴射（3月9日、ナチュラルハイ）
- 秘書in…（脅迫スイートルーム） しおかわ雲丹（3月10日、ドリームチケット）
- 喉ボコ顔面マ○コ女 お下劣エグ乳首引っ張りイラマチオ女上司人間卒業SP しおかわ雲丹（3月21日、MOODYZ）
- 私は言いなり奴隷妻 喉も乳首もブッ壊れるまで犯してください。 しおかわ雲丹（3月21日、溜池ゴロー）
- 女生徒の嫉妬で奴隷にされた女教師 野外緊縛で恥さらしと輪姦の生贄に… しおかわ雲丹（3月21日、グローリークエスト）
- もの凄い性欲! 仕事と子育てでオナニーする暇もない シングルマザーと中出しSEX（3月23日、コスモス映像）※「れい 31歳」名義
- 尻穴の女神 しおかわ雲丹（3月28日、えむっ娘ラボ）
- 狂気拷問研究所 Queen Of Tears Nasty Aphrodisiac Frenzy ～絶叫女王様強制淫狂狂鳴曲～ しおかわ雲丹（3月28日、AVS collector’s）
- 精飲美淑女 喉奥までザーメンを味わいたいドM妻とお泊りゴックン野外デート（4月6日、SUN）
- ビンビン乳首のマゾビッチ妻に変態インストール覚醒ダッチワイフ（4月11日、AVS collector’s）※「久保恵理」名義
- ママ友の仲良し美人奥様2人が【童貞君を探し出して筆おろしセックス出来たら100万円!?】に挑戦! 夫に内緒で童貞求めてはじめての逆ナンパ!! 見つけ出したガチガチ年下童貞チ○ポに興奮しちゃったご無沙汰人妻2人がチ○ポ奪い合うハーレム筆おろしW生中出しSP（4月14日、赤面女子）
- 肛門貴婦人 しおかわ雲丹（5月9日、ダスッ!）
- 緊縛解禁エビ反り吊り3Pセックス、ハード緊縛調教 しおかわ雲丹（5月11日、アイエナジー）
- 「童貞君の包茎ち○ぽの皮を剥いて洗ってもらえませんか!?」 素人奥様が童貞君と密着混浴! 母性たっぷりち○ぽを泡洗い! カチカチにズル剥けた童貞ち○ぽに赤面発情! そのまま優しく筆下ろしSEX! 7（5月12日、赤面女子）
- 尻椿  しおかわ雲丹（5月23日、えむっ娘ラボ）
- 肉便器当番。妻は町内の性処理係 しおかわ雲丹（6月13日、ダスッ!）
- 浮気が止められない俺の妻 乳首イジリを何度もねだるドMイラマ婦人 しおかわ雲丹（6月20日、アクアモール/エマニエル）
- 肛門メタモルフォーゼ しおかわ雲丹（6月27日、えむっ娘ラボ）
- 素人ヘアヌード大図鑑 ～パイパン美女編（6月27日、S級素人）
- お願いします。私を調教してください…。 本物マゾ雌奴隷 プライベート調教レズビアン THE HARD しおかわ雲丹 神納花（7月11日、ビビアン）
- 出張パーソナルトレーニングのインストラクター盗撮 鍛え上げられたキツマンにデカチンSEX交渉（7月14日、赤面女子）
- デカ乳首美人 串刺し拷問 しおかわ雲丹（7月18日、ドグマ）

### アダルト配信
- あさみ & しおり（4月5日、俺の素人-Z-）
- うにさん（5月5日、俺の素人-Z-）
- 高山さん（5月15日、Cullet）
- ラグジュTV 1676 朝美 34歳 美容部員 『夫に言われて来ました…』 上品なのに何でも受け入れてしまう淫乱妻が夫の勧めでAV出演! 喉奥でぐっぽりご奉仕フェラのあとは敏感な乳首を抓られながら膣奥を突かれ何度もハメ潮を吹いて絶頂を繰り返す!（5月23日、ラグジュTV）
- 【勃起乳首のスレンダー美人OL】喉奥までチ●コを加え嘔吐きながらも挿入懇願する真正ドMさん! 性感帯の乳首を自らいじくりマ●コを濡らす!! 念願のデカチンをバックで挿れられ激しいピストンと首●めで激イキ!!!! 塩川さん / 医薬品開発メーカー事務 / 入社2年目（5月24日、プレステージプレミアム）
- 【初対面チ●ポ二本に挟まれて興奮を隠し切れないふしだら美人妻! マグマのような熱い体液を噴き出して男達はもう火傷確定な。】妻を知り合いに寝取らせてみたら…【しおり (26) / 結婚三年目】（6月19日、ドキュメントdeハメハメ）
- 百戦錬磨のナンパ師のヤリ部屋で、連れ込みSEX隠し撮り 295 かおり 29歳 英語の先生  アプリで出会ったお姉さんを連れ込み! ガッツリ肩出した服で気合十分? 合意と見てよろしいですね？隠し撮りされてるとも知らずにスラッとした裸体があらわに! チ●ポで膣奥をグリグリすると身をよじるようにビクつかせ、切ない表情と声で喘ぐ!!（6月20日、ナンパTV）
- 【止まらぬハメ潮スプラッシュ】【男優の猛攻に「立てなくなっちゃうッッ…」】付き合ってる人以外とはセックスしない一途なスレンダー美女の本性はドマゾ!? ネットでAV応募→AV体験撮影 1995 しおり 28歳 美容部員（6月26日、シロウトTV）
- 【変態界隈を激震させるレベルのド変態メス堕ち女子大生をブッ壊すイキ狂いSEX!】 透け勃起チクビ全開で街中を練り歩く真正ド変態! ご主人様に飼いならされた忠実なメス犬が初対面の男にイキ狂わされる! スパンキングでお漏らし! ピストンでハメ潮!! 中出しと顔射で現役女子大生が完全メス堕ち!!! 【あまちゅあハメREC＃みずき＃女子大生】（6月27日、MOON FORCE）
- うにさん (oreco356)（7月1日、俺の素人-Z-）
- 【人妻ストロング】余分な前説、ヌルい前戯、一切無し!! イキなりフルスロットルで、究極にエロい人妻をイカせまくるッ!!! 旦那に命令されて8P性交しにやってきた、変態性の塊!!! 天井知らずのオーガズムで美しいアラサーBODYが痙攣絶頂を繰り返す!! エロ過ぎる人妻騎乗位が必見!!! 背徳と快感の8Pセックス60分一本勝負が観れるのは「シロウト・ストロング」だけ!!! 星野さん(29歳) 人妻 / 美容部員（7月19日、DIEGO）
- YUNY (sth058)（7月21日、素人ホイホイSH）
- yuni (sef014)（7月25日、素人ホイホイFriends）

## 出演

### テレビ
- 魚拓と成瀬のツキとスッポンぽん #420,#421（2022年9月18日,25日、パチ・スロ サイトセブンTV）[4][5]